# Milivoje Gugulović
Milivoje Gugulović (Niš, 1922. december 10. – 2002. február 13.) jugoszláv nemzetközi labdarúgó-játékvezető.

## Pályafutása

### Nemzeti játékvezetés
1974-ben felfüggesztették egy II. ligás mérkőzés bunda-ügye miatt, de a vizsgálódások után hat hónappal felmentették a vádak alól. Az aktív nemzeti játékvezetéstől 1975-ben vonult vissza. Vezetett kupadöntők száma: 3.

#### Jugoszláv labdarúgókupa
Élvonalbeli játékvezetőként három alkalommal volt lehetősége a nemzeti kupadöntő egyik találkozóját irányítani.
| Időpont          | Helyszín                       | Mérkőzés típusa        | Mérkőzés                            | Eredmény | Nézők száma |
| ---------------- | ------------------------------ | ---------------------- | ----------------------------------- | -------- | ----------- |
| 1969. május 31.  | JNA Stadion, Belgrád           | első döntő mérkőzés    | GNK Dinamo Zagreb–HNK Hajduk Split  | 3 : 3    | 20 000      |
| 1969. június 19. | JNA Stadion, Belgrád           | második döntő mérkőzés | GNK Dinamo Zagreb–HNK Hajduk Split  | 3 : 0    | 15 000      |
| 1970. május 27.  | Crvene zvezde Stadion, Belgrád | második döntő mérkőzés | FK Crvena zvezda–Olimpija Ljubljana | 1 : 0    | 30 000      |

### Nemzetközi játékvezetés
| Időpont              | Helyszín                   | Mérkőzés típusa | Mérkőzés                  | Eredmény | Nézők száma |
| -------------------- | -------------------------- | --------------- | ------------------------- | -------- | ----------- |
| 1967. szeptember 24. | Ernst Happel Stadion, Bécs | Eb-selejtező    | Ausztria–Finnország       | 2 : 1    | 27 000      |
| 1972. május 13.      | Olimpiai Stadion, Berlin   | Eb-selejtező    | Nyugat-Németország–Anglia | 0 : 0    | 76 122      |

| Időpont         | Helyszín                  | Mérkőzés típusa | Mérkőzés             | Eredmény | Nézők száma |
| --------------- | ------------------------- | --------------- | -------------------- | -------- | ----------- |
| 1973. május 30. | Red Star stadion, Belgrád | BEK-döntő       | AFC Ajax–Juventus FC | 1 : 0    | 89 484      |

#### Magyar vonatkozások
| Időpont              | Helyszín                        | Mérkőzés típusa | Mérkőzés                              | Eredmény | Nézők száma |
| -------------------- | ------------------------------- | --------------- | ------------------------------------- | -------- | ----------- |
| 1971. november 3.    | Üllői út, Budapest              | BEK             | Újpest FC–Valencia CF                 | 2 : 1    | 7 201       |
| 1972. szeptember 13. | Bozsik József Stadion, Budapest | VVK             | Budapest Honvéd FC–Partick Thistle FC | 1 : 0    | 5 000       |

#### NB I-es mérkőzés
| Időpont             | Helyszín             | Mérkőzés  | Eredmény | Nézők száma |
| ------------------- | -------------------- | --------- | -------- | ----------- |
| 1966. augusztus 14. | Népstadion, Budapest | FTC–Vasas | 0 : 3    | 72 000      |